# 両新田東町
両新田東町（りょうしんでんひがしちょう）は、埼玉県草加市の町名。郵便番号は340-0026。

## 地理
草加市の南西部に位置する。境界線は錯綜し、両新田西町などに12か所の飛地を有する。全域で宅地化が進んでいる。

## 沿革
かつては江戸期より存在した武蔵国足立郡谷古田領市右衛門新田であった。市右衛門とは開発者の名前である。古くは武蔵国足立郡谷古田領のうちの新田村名である両新田であったと云う。
1697年（元禄10年）の検地の際に両新田より分村して成立したと云う。
- はじめは幕府領。以降変遷なし[4]。
- 幕末の時点では足立郡に属し、明治初年の『旧高旧領取調帳』の記載によると、幕府領（代官・佐々井半十郎支配所）[6]。
- 1868年（慶応4年）6月19日 - 幕府領が武蔵知県事・山田政則（忍藩士）の管轄となる。
- 1869年（明治2年） 
  - 1月13日 - 武蔵知県事・宮原忠英の管轄区域に大宮県を設置。県庁は東京府馬喰町に置かれる。
  - 9月29日 - 県庁が浦和に置かれ浦和県に改称。
- 1871年（明治4年）11月13日 - 第1次府県統合により埼玉県の管轄となる。
- 1879年（明治12年）3月17日 - 郡区町村編制法により成立した北足立郡に属す。郡役所は浦和宿に設置。
- 1889年（明治22年）4月1日 - 町村制施行に伴ない、下谷塚村、中谷塚村、上谷塚村、東遊馬村、瀬崎村、柳島村、新里村、市右衛門新田、彦右衛門新田が合併して谷塚村が成立。谷塚村の大字市右衛門新田となる。
- 1940年（昭和15年）11月23日 - 谷塚村が町制施行され、谷塚町の大字となる
- 1955年（昭和30年）1月1日 - 谷塚町が草加町、新田村と合併して新たな草加町となり、草加町の大字となる。
- 1958年（昭和33年）11月1日 - 市制が施行され、同時に草加町大字市右衛門新田から両新田東町に町名変更[5]。地名の由来は西に隣接する彦右衛門新田とともに両新田と呼ばれたことによる。

## 世帯数と人口
2017年（平成29年）10月1日現在の世帯数と人口は以下の通りである。
| 町丁       | 世帯数  | 人口    |
| ---------- | ------- | ------- |
| 両新田東町 | 557世帯 | 1,314人 |

## 小・中学校の学区
市立小・中学校に通う場合、学区は以下の通りとなる。
| 番地              | 小学校               | 中学校               |
| ----------------- | -------------------- | -------------------- |
| 飛地を除く（232） | 草加市立新里小学校   | 草加市立両新田中学校 |
| その他            | 草加市立両新田小学校 | 草加市立両新田中学校 |

## 交通

### 鉄道
地区内に鉄道は敷設されていない。谷塚駅などが最寄り駅となっている。

### 道路
- 埼玉県道・東京都道103号吉場安行東京線

## 施設
- 草加市立両新田中学校
- 両新田東公園